# Hemicentetes
Hemicentetes  is een geslacht van zoogdieren uit de familie van de familie van de tenreks (Tenrecidae). De wetenschappelijke naam van het geslacht werd voor het eerst geldig gepubliceerd door St. George Jackson Mivart in 1871.

## Soorten
Er worden twee soorten in dit geslacht geplaatst:
- Hemicentetes nigriceps Günther, 1875 – Zwartkoptenrek
- Hemicentetes semispinosus (G. Cuvier, 1798) – Gestreepte tenrek